# Cespón
Cespón (llamada oficialmente San Vicenzo de Cespón) es una parroquia española del municipio de Boiro, en la provincia de La Coruña, Galicia.

## Otras denominaciones
La parroquia también es conocida por el nombre de San Vicente de Cespón.

## Entidades de población
Entidades de población que forman parte de la parroquia:
- La Iglesia (A Igrexa)
- Arribada (A Arribada)
- Benibás
- Brea
- Comba
- Cubeliño (O Coveliño)
- Deira
- Ferreiros
- Fontecoba (Fontecova)
- Guilleiro (O Guilleiro)
- Lamas
- Louriño (O Louriño)
- Nine
- Pazos
- Quinteiro
- Reboredo
- San Roque
- Sandrenzo
- Sar
- Soutonovo
- Trebonzos (Trevonzos)
- Treites
- Valado (O Valado)
- Valmayor (Valmaior)
- Vilariño

## Demografía
| Gráfica de evolución demográfica de Cespón entre 2000 y 2018 |
|                                                              |
| Datos según el nomenclátor publicado por el INE.             |